# クイズ ホップ・ステップ・ジャンプ
『クイズ ホップ・ステップ・ジャンプ』は、1965年8月21日から1966年1月29日までNET（現・テレビ朝日）系列局で放送されていた毎日放送製作のクイズ番組である。放送時間は毎週土曜 19:30 - 20:00 （日本標準時）。

## 概要
一般参加者ペア×4組が30問のクイズに挑戦。最初の10問は「ホップ」で、1問正解するごとに賞金に100円が加算されていった。次の10問は「ステップ」で、正解するごとに「ホップ」で得た賞金が2倍、3倍…と増えていった。最後の10問は「ジャンプ」で、正解するごとに「ステップ」で得た賞金が倍々に増えていった。
全問正解できれば計算上では1024万円を貰えることになるが、1991年に発行された毎日放送社史『毎日放送の40年』には全問正解で512万円と記載されている。なお、実際の最高獲得賞金額は286万7000円である。

## 司会
- 久松保夫 - 1965年の回のみに出演。
- 植松安 - 1966年の回のみに出演。
- 岩永恵子 - 全ての回に出演。